# Lecointea amazonica
Lecointea amazonica är en ärtväxtart som beskrevs av Adolpho Ducke. Lecointea amazonica ingår i släktet Lecointea och familjen ärtväxter. Inga underarter finns listade i Catalogue of Life.